# Lista de circunscrições eclesiásticas da Arquidiocese de Natal

Área da arquidiocese (em vermelho) no mapa do Rio Grande do Norte

A Arquidiocese de Natal é composta por 116 paróquias e áreas pastorais que abrangem 88 municípios do estado do Rio Grande do Norte. Elas se agrupam em três vicariatos (Urbano, Norte e Sul) que por sua vez se subdividem em 14 zonais.

## Vicariato urbano
O vicariato urbano compreende cinco municípios (Extremoz, Macaíba, Natal, Parnamarim e São Gonçalo do Amarante) e é formado por 51 paróquias e duas áreas pastorais.

### Zonal I

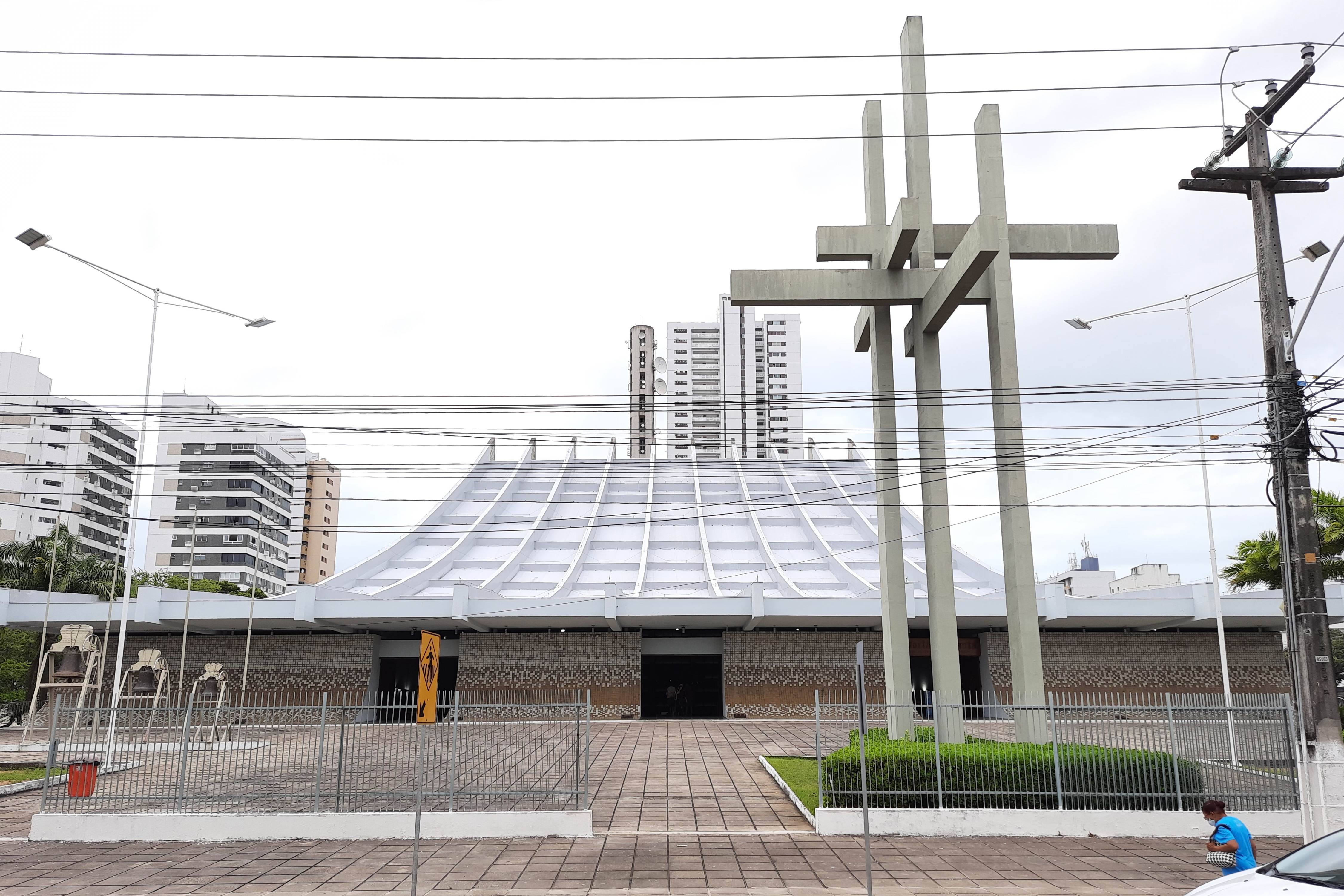
Catedral Metropolitana de Natal

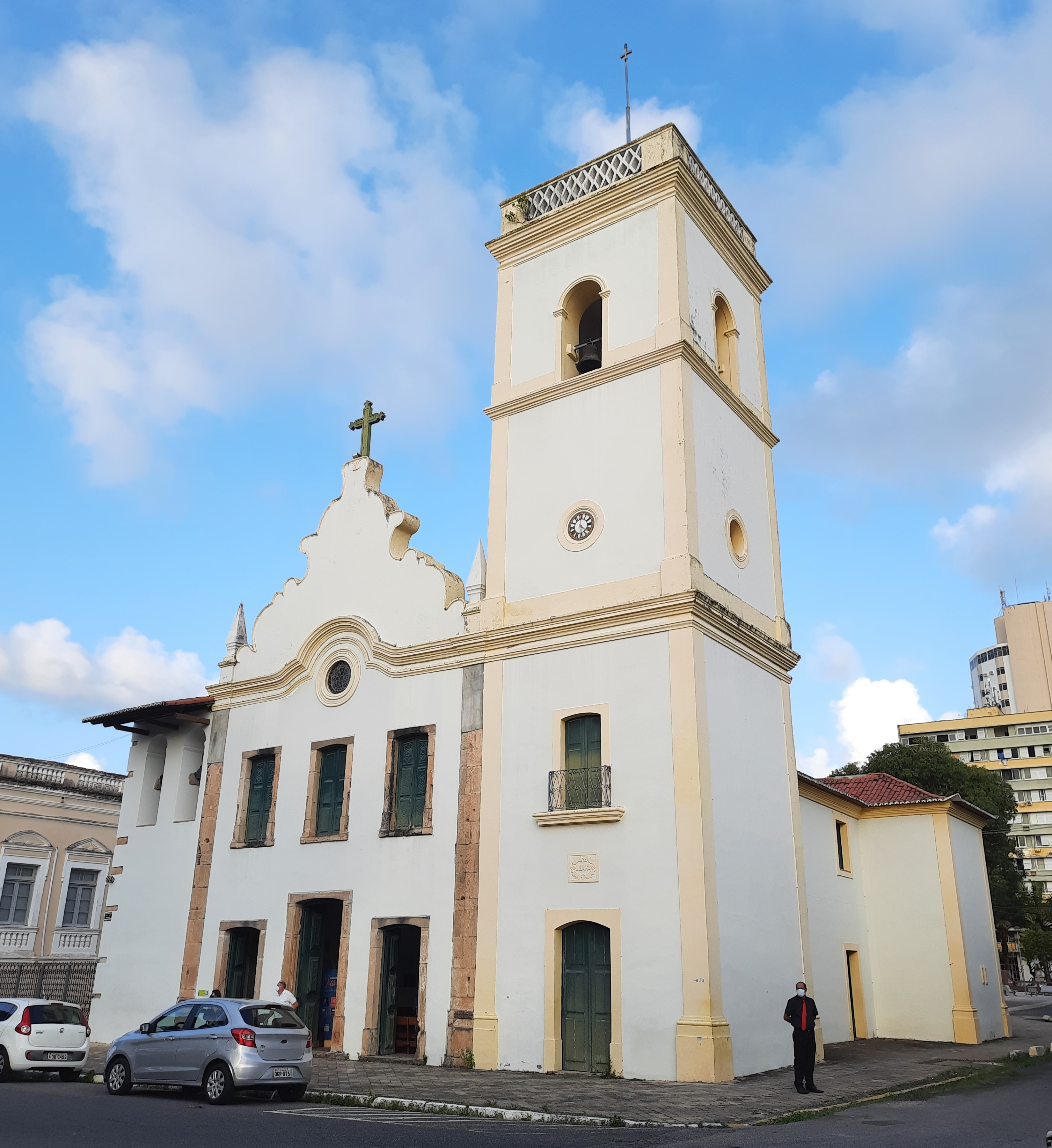
Igreja Matriz de Nossa Senhora da Apresentação, antiga catedral

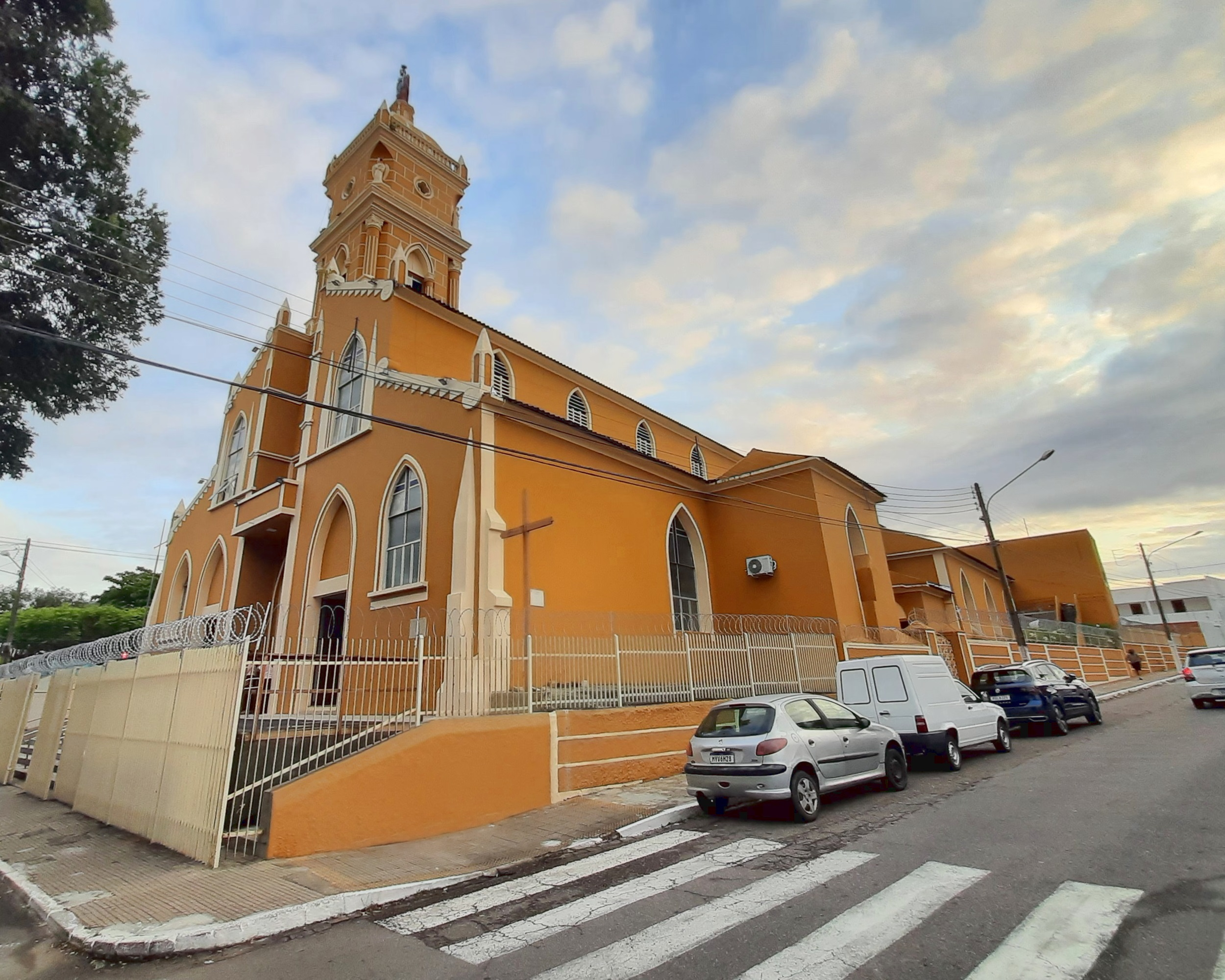
Igreja Matriz de São Pedro Apóstolo, no bairro do Alecrim

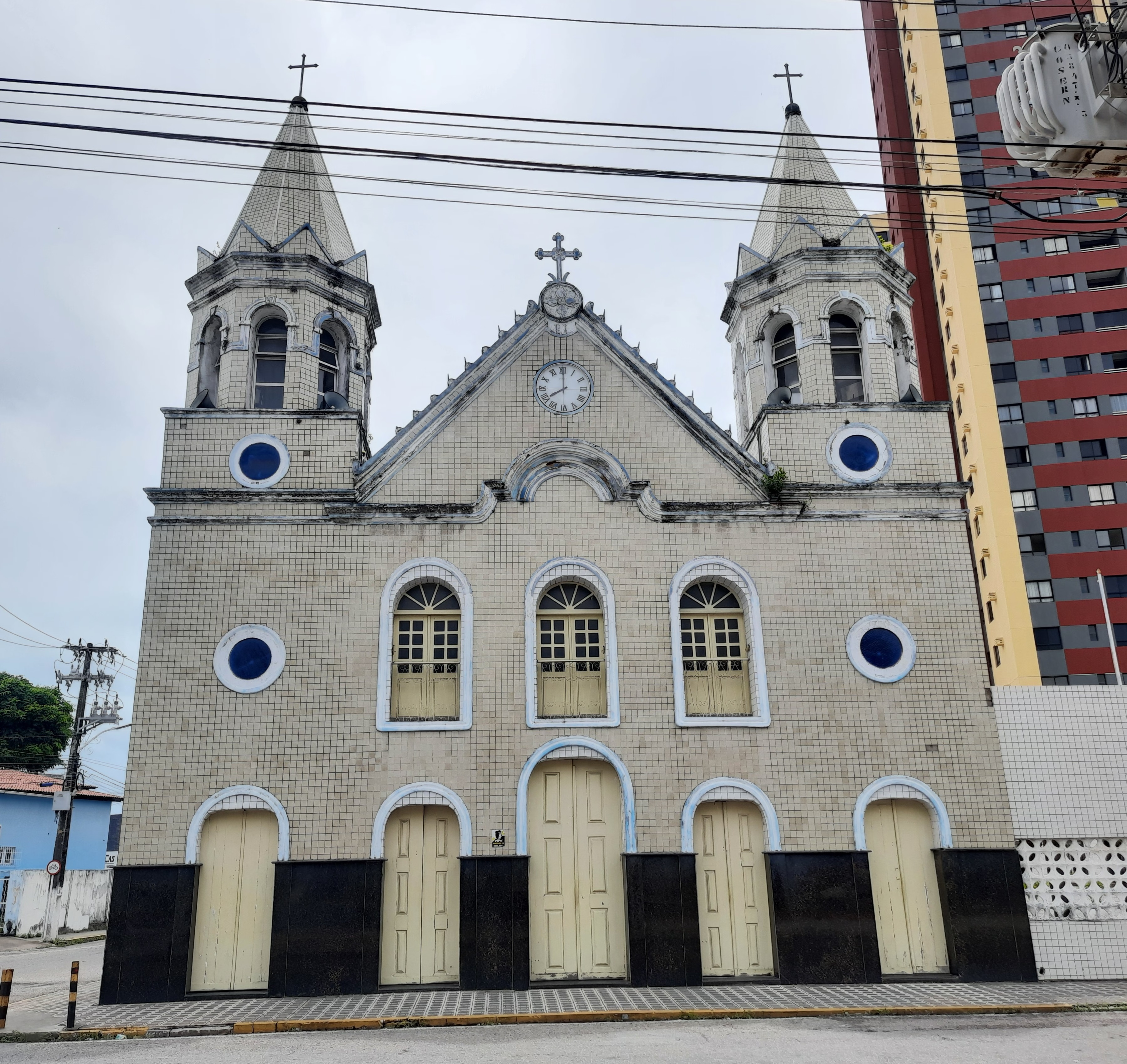
Igreja Matriz de Bom Jesus das Dores, na Ribeira

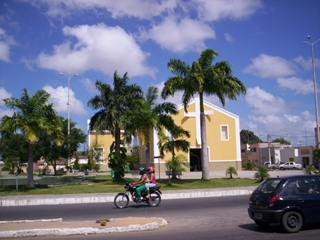
Igreja Matriz de Nossa Senhora de Fátima, Parnamirim

| Nº | Paróquia                                        | Bairro (s)                                     | Município | Criação                           |
| -- | ----------------------------------------------- | ---------------------------------------------- | --------- | --------------------------------- |
| 1  | Nossa Senhora da Apresentação (Catedral)        | Cidade Alta                                    | Natal     | 29 de dezembro de 2009 (15 anos)  |
| 2  | Nossa Senhora da Apresentação (Antiga Catedral) | Cidade Alta                                    | Natal     | 1598 (427 anos)                   |
| 3  | São Pedro Apóstolo                              | Alecrim                                        | Natal     | 15 de agosto de 1919 (105 anos)   |
| 4  | Bom Jesus das Dores                             | Ribeira                                        | Natal     | 9 de janeiro de 1932 (93 anos)    |
| 5  | Nossa Senhora das Graças e Santa Terezinha      | Tirol                                          | Natal     | 1 de agosto de 1950 (75 anos)     |
| 6  | São João Batista                                | Lagoa Seca Lagoa Nova                          | Natal     | 9 de janeiro de 1963 (62 anos)    |
| 7  | Nossa Senhora de Lourdes                        | Areia Preta Petrópolis Mãe Luíza Praia do Meio | Natal     | 7 de março de 1965 (60 anos)      |
| 8  | Sagrada Família                                 | Rocas Santos Reis                              | Natal     | 15 de fevereiro de 1982 (43 anos) |

### Zonal II
| Nº | Paróquia                             | Bairro (s)                              | Município | Criação                 |
| -- | ------------------------------------ | --------------------------------------- | --------- | ----------------------- |
| 9  | Sagrado Coração de Jesus             | Morro Branco Nova Descoberta Potilândia | Natal     | 9 de janeiro de 1963    |
| 10 | Nossa Senhora da Candelária          | Candelária                              | Natal     | 20 de setembro de 1978  |
| 11 | Santa Rita de Cássia dos Impossíveis | Ponta Negra                             | Natal     | 12 de março de 1982     |
| 12 | Santo Afonso Maria de Ligório        | Mirassol Cidade Jardim                  | Natal     | 15 de abril de 1982     |
| 13 | Nossa Senhora Aparecida              | Neópolis                                | Natal     | 30 de setembro de 1988  |
| 14 | São Camilo de Léllis                 | Lagoa Nova                              | Natal     | 7 de julho de 2001      |
| 15 | São João Batista                     | Ponta Negra                             | Natal     | 29 de agosto de 2001    |
| 16 | Sant'Ana                             | Capim Macio                             | Natal     | 22 de fevereiro de 2016 |

### Zonal III
| Nº | Paróquia                                         | Bairro (s)                                                 | Município  | Criação                |
| -- | ------------------------------------------------ | ---------------------------------------------------------- | ---------- | ---------------------- |
| 17 | Nossa Senhora de Fátima                          | Centro                                                     | Parnamirim | 1 de janeiro de 1952   |
| 18 | São Francisco de Assis                           | Cidade Satélite                                            | Natal      | 30 de setembro de 1988 |
| 19 | Nossa Senhora da Conceição                       | Nova Parnamirim                                            | Parnamarim | 18 de julho de 2002    |
| 20 | Santo Ambrósio Francisco Ferro                   | Planalto                                                   | Natal      | 1 de novembro de 2003  |
| 21 | Santo André de Soveral                           | Emaús                                                      | Parnamirim | 1 de novembro de 2003  |
| 22 | São Mateus Moreira                               | Cidade Verde Parque dos Eucaliptos                         | Parnamirim | 1 de novembro de 2003  |
| 23 | Santa Clara                                      | Pitimbu Conjunto dos Bancários II Etapa do Cidade Satélite | Natal      | 2 de dezembro de 2008  |
| 24 | Cristo Rei                                       | Pirangi                                                    | Natal      | 22 de novembro de 1991 |
| 25 | São Francisco de Assis e São João Lostau Navarro | Pirangi do Norte                                           | Parnamirim | 10 de setembro de 2018 |
| 26 | Nossa Senhora do Carmo                           | Parque das Nações Parque das Árvores                       | Parnamirim | 8 de outubro de 2018   |
| 27 | Área Pastoral de Nossa Senhora dos Impossíveis   | Cidade Satélite                                            | Natal      | 20 de dezembro de 2018 |

### Zonal IV
| Nº | Paróquia                                                         | Bairro (s)                                         | Município | Criação                |
| -- | ---------------------------------------------------------------- | -------------------------------------------------- | --------- | ---------------------- |
| 28 | São Sebastião                                                    | Alecrim Dix-Sept Rosado                            | Natal     | 20 de junho de 1949    |
| 29 | Santuário de Nossa Senhora da Esperança e Santo Inácio de Loyola | Cidade da Esperança                                | Natal     | 12 de setembro de 1969 |
| 30 | Nossa Senhora do Perpétuo Socorro                                | Quintas Nordeste Bom Pastor                        | Natal     | 12 de setembro de 1969 |
| 31 | Nossa Senhora Auxiliadora                                        | Felipe Camarão Conj. Jardim América                | Natal     | 30 de junho de 1991    |
| 32 | São José de Anchieta                                             | Dix-Sept Rosado Lagoa Nova Nossa Senhora de Nazaré | Natal     | 9 de junho de 2001     |
| 33 | Jesus Bom Pastor                                                 | Bom Pastor                                         | Natal     | 30 de maio de 2008     |
| 34 | Santuário dos Mártires de Cunhaú e Uruaçu                        | Nossa Senhora de Nazaré                            | Natal     | 2 de outubro de 2009   |
| 35 | Nossa Senhora da Assunção                                        | Guararapes                                         | Natal     | 20 de junho de 2018    |
| 36 | São José                                                         | Cidade Nova Planalto                               | Natal     | 11 de dezembro de 2019 |

### Zonal XI
| Nº | Paróquia                     | Bairro (s)                        | Município | Criação                 |
| -- | ---------------------------- | --------------------------------- | --------- | ----------------------- |
| 37 | São Miguel                   | Centro                            | Extremoz  | 6 de junho de 1755      |
| 38 | Santa Maria Mãe              | Conjunto Santa Catarina (Potengi) | Natal     | 12 de março de 1982     |
| 39 | São João Bosco               | Conjunto Gramoré (Lagoa Azul)     | Natal     | 24 de maio de 1990      |
| 40 | Sant'Ana                     | Soledade II (Potengi)             | Natal     | 12 de outubro de 1992   |
| 41 | Santo Antônio de Pádua       | Nossa Senhora da Apresentação     | Natal     | 18 de outubro de 1997   |
| 42 | Santa Luzia                  | Lagoa Azul                        | Natal     | 13 de dezembro de 2002  |
| 43 | Nossa Senhora de Fátima      | Pajuçara                          | Natal     | 30 de maio de 2006      |
| 44 | Nossa Senhora dos Navegantes | Redinha                           | Natal     | 20 de fevereiro de 2017 |
| 45 | São João Batista             | Praia de Pitangui                 | Extremoz  | 29 de agosto de 2017    |
| 46 | São Tiago Menor              | Santarém                          | Natal     | 21 de outubro de 2019   |
| 47 | Imaculada Conceição          | Nossa Senhora da Apresentação     | Natal     | 23 de outubro de 2019   |

### Zonal XII
| Nº | Paróquia                        | Bairro (s)            | Município               | Criação                |
| -- | ------------------------------- | --------------------- | ----------------------- | ---------------------- |
| 48 | São Gonçalo do Amarante         | Centro                | São Gonçalo do Amarante | 28 de março de 1835    |
| 49 | Nossa Senhora da Conceição      | Centro                | Macaíba                 | 7 de setembro de 1877  |
| 50 | São Lucas                       | Conjunto Amarante     | São Gonçalo do Amarante | 18 de outubro de 1997  |
| 51 | Santo Antônio                   | Solar dos Ipês Santos | São Gonçalo do Amarante | 4 de fevereiro de 2013 |
| 52 | Área Pastoral de Santo Expedito | Jardim Petrópolis     | São Gonçalo do Amarante | 1 de fevereiro de 2016 |
| 53 | Nossa Senhora de Fátima         | Vilar                 | Macaíba                 | 9 de dezembro de 2024  |

## Vicariato norte
O vicariato norte é composto por 32 municípios (Afonso Bezerra, Alto do Rodrigues, Angicos, Bento Fernandes, Bodó, Caiçara do Norte, Caiçara do Rio do Vento, Ceará-Mirim, Fernando Pedroza, Itajá, Lajes, Galinhos, Guamaré, Ipanguaçu, Jandaíra, Jardim de Angicos, João Câmara, Macau, Maxaranguape, Parazinho, Pedro Avelino, Pedra Grande, Pedra Preta, Pendências, Poço Branco, Pureza, Rio do Fogo, Santana do Matos, São Bento do Norte, São Miguel do Gostoso, São Rafael, Taipu e Touros) que se agrupam em 24 paróquias e duas área pastoral. Para as paróquias que abrangem mais de um município, a sede estará em negrito.

### Zonal V
| Nº | Paróquia                   | Município (s)                               | Criação                |
| -- | -------------------------- | ------------------------------------------- | ---------------------- |
| 54 | Sant'Ana                   | Sant'Ana do Matos                           | 13 de março de 1821    |
| 55 | São José                   | Angicos Fernando Pedrosa                    | 13 de outubro de 1836  |
| 56 | Nossa Senhora da Conceição | São Rafael                                  | 8 de dezembro de 1920  |
| 57 | Nossa Senhora da Conceição | Caiçara do Rio dos Ventos Lajes Pedra Preta | 8 de dezembro de 1921  |
| 58 | São Paulo Apóstolo         | Pedro Avelino                               | 1 de abril de 1952     |
| 59 | Nossa Senhora das Graças   | Afonso Bezerra                              | 13 de março de 2000    |
| 60 | São Vicente Ferrer         | Itajá                                       | 26 de dezembro de 2017 |

### Zonal VI

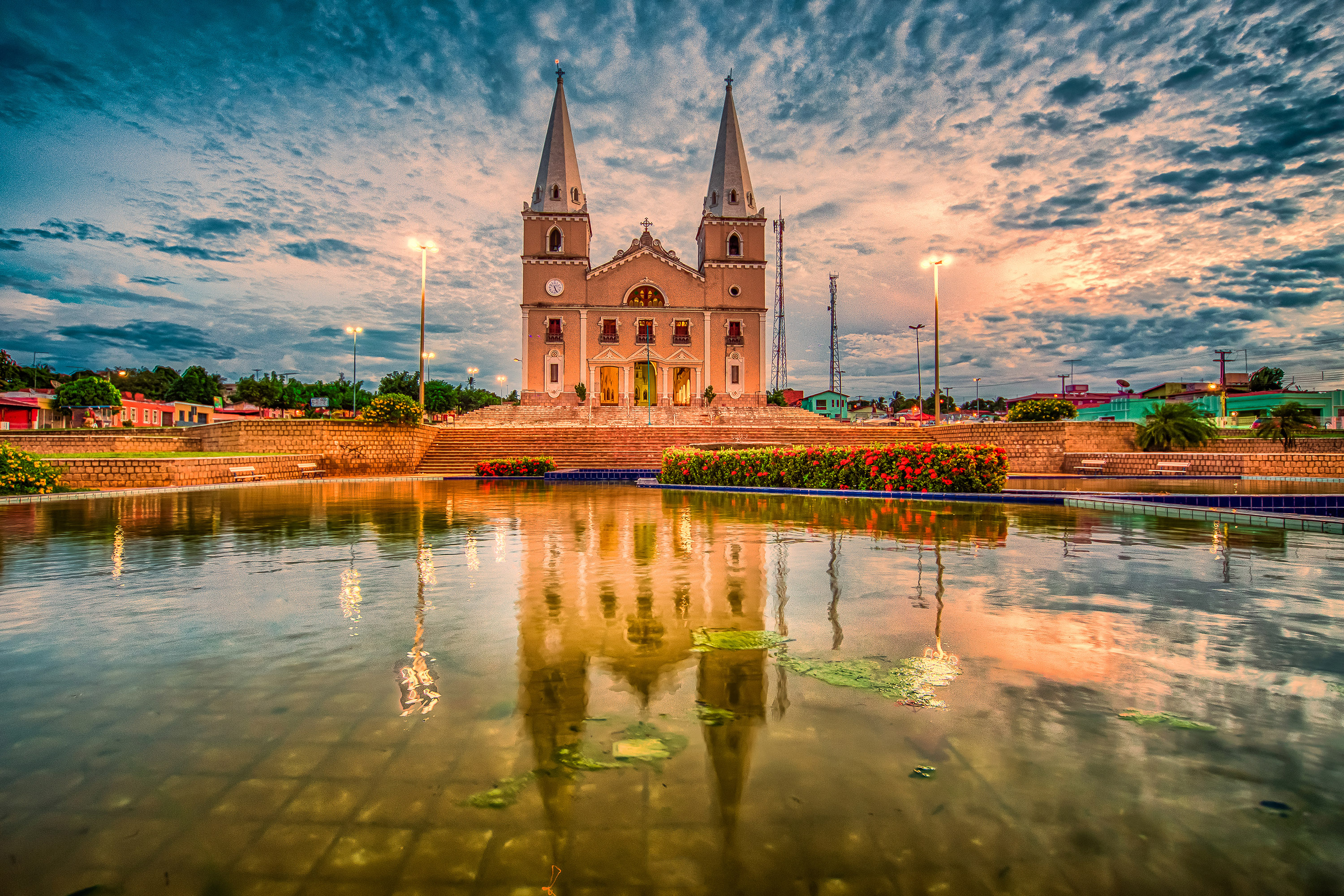
Santuário de Nossa Senhora da Conceição, Ceará-Mirim

| Nº | Paróquia                   | Município (s)     | Criação              |
| -- | -------------------------- | ----------------- | -------------------- |
| 61 | Nossa Senhora da Conceição | Macau             | 19 de agosto de 1854 |
| 62 | São João Batista           | Pendências        | 14 de maço de 1956   |
| 63 | Nossa Senhora da Conceição | Guamaré           | 20 de abril de 2007  |
| 64 | Nossa Senhora de Lourdes   | Ipanguaçu         | 19 de abril de 2010  |
| 65 | Nossa Senhora do Rosário   | Alto do Rodrigues | 10 de agosto de 2012 |

### Zonal VII
| Nº | Paróquia                     | Município (s)                                 | Criação                |
| -- | ---------------------------- | --------------------------------------------- | ---------------------- |
| 66 | Nossa Senhora Mãe dos Homens | Jardim de Angicos João Câmara Bento Fernandes | 13 de novembro de 1929 |
| 67 | Nossa Senhora de Nazaré      | Parazinho Pedra Grande                        | 20 de dezembro de 2011 |
| 68 | São José Operário            | Galinhos Jandaíra                             | 20 de abril de 1989    |
| 69 | Santo Antão Abade            | Caiçara do Norte São Bento do Norte           | 30 de setembro de 1988 |
| 70 | Nossa Senhora do Livramento  | Poço Branco Taipu                             | 18 de abril de 1913    |

### Zonal XIV

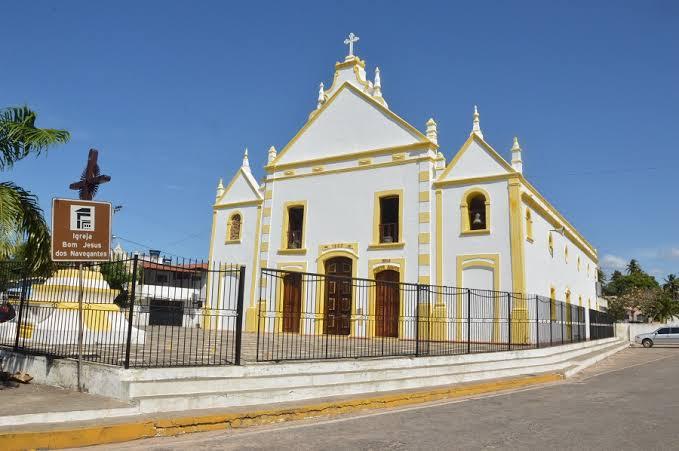
Santuário do Bom Jesus dos Navegantes em Touros-RN

Igreja Matriz da Virgem e Mártir Santa Luzia - Touros/RN

| Nº | Paróquia                           | Município (s) | Criação                |
| -- | ---------------------------------- | ------------- | ---------------------- |
| 71 | Nossa Senhora das Dores            | Ceará-Mirim   | 11 de Setembro de 2024 |
| 72 | Nossa Senhora do Rosário de Fátima | Ceará-Mirim   | 11 de Outubro de 2024  |
| 73 | Nossa Senhora da Conceição         | Ceará-Mirim   | 6 de junho de 1755     |
| 74 | Nossa Senhora da Conceição         | Maxaranguape  | 15 de agosto de 2001   |
| 75 | Nossa Senhora da Pureza            | Pureza        | 20 de maio de 2008     |

### Zonal XVII
| Nº | Paróquia                     | Município (s)         | Criação               |
| -- | ---------------------------- | --------------------- | --------------------- |
| 76 | Bom Jesus dos Navegantes     | Touros                | 5 de setembro de 1832 |
| 77 | São Miguel Arcanjo           | São Miguel do Gostoso | 15 de Julho de 2011   |
| 78 | Virgem e Mártir Santa Luzia  | Santa Luzia Touros    | 05 de Junho de 2023   |
| 79 | Nossa Senhora dos Navegantes | Rio do Fogo           | 17 de Julho de 2023   |

## Vicariato sul
O Vicariato Sul é composto por 50 municípios (Arez, Baía Formosa, Barcelona, Boa Saúde, Bom Jesus, Brejinho, Campo Redondo, Canguaretama, Coronel Ezequiel, Espírito Santo, Goianinha, Ielmo Marinho, Jaçanã, Japi, Jundiá, Lagoa D'Anta, Lagoa de Pedras, Lagoa Salgada, Lagoa de Velhos, Lajes Pintadas, Montanhas, Monte Alegre, Monte das Gameleiras, Nísia Floresta, Nova Cruz, Passagem, Passa e Fica, Pedro Velho, Riachuelo, Rui Barbosa, Santa Cruz, Santa Maria, Santo Antônio, São Bento do Trairi, São José do Campestre, São José do Mipibu, São Paulo do Potengi, São Pedro, São Tomé, Senador Elói de Souza, Senador Georgino Avelino, Serra Caiada, Serra de São Bento, Serrinha, Sítio Novo, Tangará, Tibau do Sul, Várzea, Vera Cruz, Vila Flor) que integram 34 paróquias e uma área pastoral. Para as paróquias que abrangem mais de um município, a sede estará em negrito.
Vigário episcopal: Padre Severino dos Ramos Vicente, pároco de São Paulo do Potengi e Lagoa de Velhos/RN

### Zonal VIII
| Nº | Paróquia                   | Município                               | Criação                |
| -- | -------------------------- | --------------------------------------- | ---------------------- |
| 80 | Imaculada Conceição        | Nova Cruz                               | 12 março de 1868       |
| 81 | Nossa Senhora da Conceição | Santo Antônio                           | 16 de agosto de 1915   |
| 82 | Nossa Senhora da Penha     | Monte Alegre                            | 18 de dezembro de 1999 |
| 83 | São Francisco de Assis     | Lagoa de Pedras                         | 4 de outubro de 2007   |
| 84 | Divino Espírito Santo      | Vera Cruz                               | 20 de outubro de 2008  |
| 85 | Nossa Senhora de Fátima    | Passa e Fica                            | 10 de março de 2011    |
| 86 | Nossa Senhora das Dores    | Brejinho Passagem                       | 21 de março de 2011    |
| 87 | São Bento Abade            | Monte das Gameleiras Serra de São Bento | 25 de abril de 2011    |
| 88 | Imaculada Conceição        | Lagoa Salgada                           | 5 de fevereiro de 2013 |
| 89 | Santo Antônio              | Serrinha                                | 5 de novembro de 2024  |
| 90 | Santa Teresinha            | Lagoa D'Anta                            | 23 de setembro de 2019 |

### Zonal IX
| Nº | Paróquia                 | Município                    | Criação                |
| -- | ------------------------ | ---------------------------- | ---------------------- |
| 91 | Santa Rita de Cássia     | Santa Cruz                   | 27 de março de 1835    |
| 92 | São José                 | São José do Campestre        | 1 de janeiro de 1952   |
| 93 | Nossa Senhora do Amparo  | Coronel Ezequiel Jaçanã      | 14 de março de 1957    |
| 94 | Santa Teresinha          | Sítio Novo Tangará           | 12 abril de 1996       |
| 95 | Nossa Senhora de Lourdes | Campo Redondo Lajes Pintadas | 16 de novembro de 2001 |
| 96 | São Sebastião            | Japi São Bento do Trairi     | 17 de agosto de 2022   |

### Zonal X
| Nº  | Paróquia                          | Munícipio                             | Criação                |
| --- | --------------------------------- | ------------------------------------- | ---------------------- |
| 97  | Nossa Senhora da Conceição        | São Tomé                              | 2 de fevereiro de 1922 |
| 98  | São Paulo Apóstolo                | Lagoa dos Velhos São Paulo do Potengi | 30 de novembro de 1943 |
| 99  | Nossa Senhora da Conceição        | Serra Caiada                          | 6 de junho de 1956     |
| 100 | Sagrado Coração de Jesus          | Riachuelo                             | 21 de junho de 2002    |
| 101 | Sagrado Coração de Jesus          | Bom Jesus Senador Elói de Souza       | 16 de junho de 2006    |
| 102 | Nossa Senhora da Conceição        | Santa Maria Ielmo Marinho             | 30 de maio de 2011     |
| 103 | São Pedro Apóstolo                | São Pedro                             | 20 de junho de 2014    |
| 104 | Nossa Senhora do Perpétuo Socorro | Barcelona Ruy Barbosa                 | 29 de março de 2016    |
| 105 | Nossa Senhora da Saúde            | Boa Saúde                             | 2 de fevereiro de 2022 |

### Zonal XIII
| Nº  | Paróquia                   | Município              | Criação                 |
| --- | -------------------------- | ---------------------- | ----------------------- |
| 106 | Nossa Senhora dos Prazeres | Goianinha              | 1690                    |
| 107 | São João Batista           | Arez George Avelino    | 8 de maio de 1758       |
| 108 | Nossa Senhora da Conceição | Canguaretama Vila Flor | 19 de julho de 1758     |
| 109 | Sant'Ana e São Joaquim     | São José do Mipibu     | 22 de junho de 1762     |
| 110 | Nossa Senhora do Ó         | Nísia Floresta         | 29 de agosto de 1833    |
| 111 | São Francisco de Assis     | Pedro Velho            | 11 de fevereiro de 1922 |
| 112 | São Pedro Apóstolo         | Jundiá Várzea          | 5 de setembro de 2008   |
| 113 | Nossa Senhora da Piedade   | Espírito Santo         | 14 de dezembro de 2011  |
| 114 | São João Batista           | Montanhas              | 29 de agosto de 2014    |
| 115 | São Pedro Pescador         | Baía Formosa           | 19 de fevereiro de 2016 |
| 116 | Santo Antônio de Lisboa    | Tibau do Sul           | 2 de junho de 2016      |